# Krydsnøgle
En krydsnøgle er en fastnøgle, der typisk anvendes til at stramme eller løsne de møtrikker eller bolte, der holder hjulene fast på biler. Sidder hjulene på ældre arbejdsvogne, kaldes værktøjet akselnøgle. Sådanne nøgler befinder sig i biler og på hjulmagerværksteder og fandtes – og findes måske endnu – i huggehuset.